# Paraschoenionta shelfordi
Paraschoenionta shelfordi är en skalbaggsart som beskrevs av Stefan von Breuning 1950. Paraschoenionta shelfordi ingår i släktet Paraschoenionta och familjen långhorningar.
Artens utbredningsområde är Sarawak. Inga underarter finns listade i Catalogue of Life.